# 病毒学国家重点实验室
病毒学国家重点实验室是武汉大学现有的4个国家重点实验室之一，成立于1989年9月，由武汉大学生命科学学院和中国科学院武汉病毒研究所共建。

## 主要人物
- 学术委员会主任名誉主任：田波院士
- 学术委员会主任：陈焕春院士
- 实验室主任：吴建国